# Nenax
Nenax là một chi thực vật có hoa trong họ Thiến thảo (Rubiaceae).

## Loài
Chi Nenax gồm các loài: